# چپرگ
چِپرِگ (به مجاری:  Csepreg) یک منطقهٔ مسکونی در مجارستان است که در ناحیه کوسگ واقع شده‌است. چپرگ ۴۹٫۵۴ کیلومتر مربع مساحت و ۳٬۲۴۱ نفر جمعیت دارد.